# 27960 Dobiáš
27960 Dobiáš è un asteroide della fascia principale. Scoperto nel 1997, presenta un'orbita caratterizzata da un semiasse maggiore pari a 2,6897716 UA e da un'eccentricità di 0,1660248, inclinata di 12,25814° rispetto all'eclittica.